# Pseudogaltonia
Pseudogaltonia is een geslacht uit de aspergefamilie. De soorten komen voor in Zuid-Afrika, Namibië en Botswana.

## Soorten
- Pseudogaltonia clavata
- Pseudogaltonia liliiflora